# 威县114烈士陵园
威县114烈士陵园又称一一四烈士陵园位，是位于中国河北省邢台市威县世纪大街与朝阳路交叉口西北角的一处烈士陵园。
1937年11月16日，侵华日军在当地民团迎接下占领威县。1938年5月9日，八路军第129师师长徐向前、东进纵队司令员陈再道、政委宋任穷预备发起威县战斗。10日凌晨，八路军第115师344旅689团的一个营、东进纵队、冀南游击二师发起威县战斗。689团攻击威县县城东北角区域后，因伪民团的攻击和日军火力压制，689团在拂晓时分撤出战斗。八路军方面共有连以下指点员114人牺牲，除冀南游击二师李侍曾部警卫连3名战士和两位农民外，全为689团战士。
1946年，冀南行署、冀南军区在威县县城东南角始建烈士陵园。后迁至今址。2008年7月4日，列为第五批邢台市文物保护单位。